# Бомансон, Оскар
Карл Оскар Бомансон (швед. Karl Oscar Bomanson; 9 сентября 1869, Сальтвик, Аландские острова — 29 августа 1938, Сальтвик, Аландские острова) — финский архитектор шведского происхождения.

## Биография
Родителями Бомансона были Юхан Оскар Боманссон (1838—1906) и Мария Вильгельмина Готтберг. Он стал частным студентом Шведского нормального лицея в 1890 году и окончил в 1895 году политехническое училище по специальности архитектор.
Бомансон работал архитектором в Хельсинки и был одним из основателей компании Brändö Villastad Ltd., создавшей дачный городок Кулосаари. В 1898 году вместе с архитекторами Бертелем Юнгом и Вальдемаром Андерсином он основал архитектурную фирму, в которой Юнг работал до 1913 года, а Андерсин — до 1904 года. Бомансон спроектировал несколько зданий в стиле модерн в первые десятилетия 20-го века в сотрудничестве с Бертелем Юнгом.
Бомансон владел фермой Кварнбо в своем родном городе Сальтвике.

## Некоторые работы
- Торговый дом, Тампере 1899 (с Бертелем Юнгом и Вальдемаром Андерсином)
- Mariehamn Spa Hotel 1900, разрушенный пожаром в феврале 1916 года (с Ларсом Сонком и Бертелем Юнгом)
- Жилой дом Lilla Olofsborg Kauppiaankatu 5 — Katajanokankatu 2, Хельсинки 1906 (совместно с Бертелем Юнгом)
- Жилой дом Johanneksentie 4, Хельсинки 1906 (совместно с Бертелем Юнгом)
- Жилой дом Iso Roobertinkatu 1 — Yrjönkatu 6, Helsinki 1907 (совместно с Бертелем Юнгом)
- Жилой дом Punavuorenkatu 1, Хельсинки 1907 (совместно с Бертелем Юнгом)
- Жилой дом Johanneksentie 6, Хельсинки 1908 (совместно с Бертелем Юнгом)
- Жилой дом Пиетинена, Александровский проспект, 31, Выборг 1908 (совместно с Бертелем Юнгом и Армасом Линдгреном)
- Начальная школа Каллио, Хельсинки, 1910 (совместно с Бертелем Юнгом)
- Жилой дом Satamakatu 4 — Kanavaranta 15, Хельсинки 1913 (совместно с Бертелем Юнгом и Дагом Инглундом)
- Жилой дом Trollius Rehbinderintie 1 — Laivurinkatu 4-6, Хельсинки 1914
- Mariankatu 13a — Kirkkokatu 7, Хельсинки 1914